# Ossing (Eyumodjock)
Pour les articles homonymes, voir Ossing.
Ossing est une localité du Cameroun située dans la Région du Sud-Ouest et le département de la Manyu. Elle est rattachée administrativement à la commune d'Eyumodjock et au canton de Kembong.

## Population
La localité comptait 1 464 habitants en 1953, puis 4 548 en 1967, principalement Ejagham. À cette date elle disposait d'une école presbytérienne fondée en 1945, d'un marché chaque samedi, d'une coopérative agricole (CPMS), d'une unité de séchage de cacao, d'un projet d'adduction d'eau depuis la rivière Badi.
Lors du recensement de 2005 on y a dénombré 2 375 personnes.